# Pieśń świętojańska o Sobótce

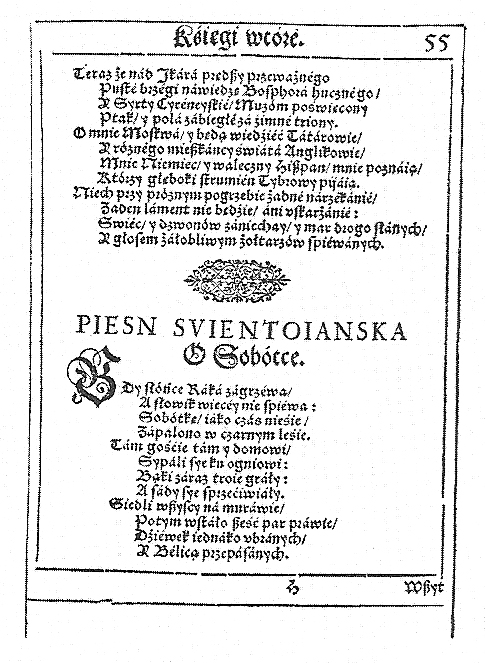
Początek cyklu w wydaniu Pieśni księgi dwoje, 1586

Pieśń świętojańska o Sobótce – cykl dwunastu pieśni Jana Kochanowskiego. Wydany po śmierci poety w 1586 roku nakładem Drukarni Łazarzowej razem z Pieśniami księgi dwoje. Powstanie cyklu przypada na czarnoleski okres twórczości Kochanowskiego: wskazywano na lata 1567–1568 lub 1570–1579.

## Kontekst historyczno-literacki
Jednym z najstarszych mitów antropologicznych, podejmowanych w literaturze, jest mit szczęśliwej, wyidealizowanej krainy. Na przestrzeni wieków kraina ta pojmowana była jako biblijny Eden, Wyspy Szczęśliwe lub Arkadia. W micie tym wyrażano tęsknotę za takim miejscem, w którym człowiek może osiągnąć wieczne szczęście oraz doskonałość. Literacką realizacją tego mitu była m.in. epoda II Horacego (Beatus ille, qui procul negotiis), do której często nawiązywano w renesansowej twórczości. W XVI wieku w Polsce powstała jej anonimowa parafraza pt. Spokojny kąt komu Bóg dał i myśl spokojną, której autor ulokował Arkadię w rodzimej wsi, przeciwstawiając życie ziemiańskie – dworskiemu. Podobną adaptację tego mitu można odnaleźć w Zwierciadle Mikołaja Reja.
U Kochanowskiego pochwała życia wiejskiego realizuje się w pieśni Panny XII, zaczynającej się od słów Wsi spokojna, wsi wesoła.... Utwór ten jest bezpośrednią adaptacją horacjańskiej epody (ziemiański model życia jest przeciwstawiany dworskiemu i kupieckiemu, prace wiejskie, i płynąca stąd przyjemność, są pokazane na tle zmieniających się pór roku, gospodyni zostaje doceniona). Pozostałe pieśni cyklu stanowią nawiązanie do Wergiliusza (Georgiki) i Tibulla. Całość cyklu wpisuje się także w tradycję literatury sielankowej (bukolicznej).

## Tematyka pieśni

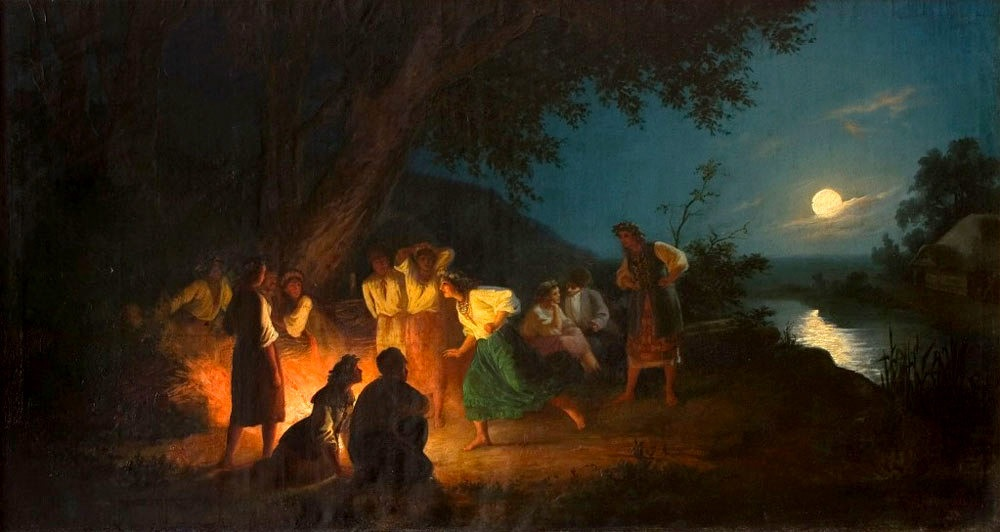
Noc Kupały, obraz Henryka Siemiradzkiego (1880)

W wierszu poprzedzającym pieśni poszczególnych panien autor zasugerował, ażeby utwory te wykonywać przed publicznością podczas obchodów sobótki (zwanej także Nocą Kupały), a więc od zachodu do wschodu słońca. We wstępie pojawia się także obrona sobótkowego zwyczaju, który był wówczas powszechnie zwalczany przez katolików i protestantów (atakowano przede wszystkim sobótkowe tańce, uznając je za pogańskie). Kochanowski podkreślał przede wszystkim fakt, że tradycję należy kultywować i doceniać. W cyklu pojawiają się obrzędowe realia, np. przepasanie się panien bylicą czy rozpalanie ognisk.
Tematyka poszczególnych pieśni obejmuje: świętowanie po wykonanej pracy (Panna I), pochwałę tańca (Panna II i III), pieśń miłosną (Panna IV i V), mit arkadyjski (Panna VI i XII), zanegowanie myślistwa (Panna VII), tematykę pasterską (Panna VIII), opowiedzenie mitu o Filomeli zamienionej w słowika (Panna IX), zanegowanie wojny (Panna X, parafraza Tibulla) i pochwałę Doroty (Panna XI) – żony Kochanowskiego.

## Konstrukcja cyklu
Wszystkie pieśni należące do tego cyklu mają podobną budowę: czterowersowe strofy o rymach parzystych, w każdym wersie występuje osiem sylab. Rym i intonacja dzielą każdą zwrotkę na dwa symetryczne dystychy. Pieśni oznaczone jako Panna I, Panna II itd. są poprzedzone 16-wersowym wstępem. Autor unikał stosowania przerzutni (występują tylko w pieśni Panny VII i Panny IX), co według Janusza Pelca dowodzi o przeznaczeniu cyklu do śpiewania. Charakterystyczne dla tych utworów jest częste użycie spójnika "a", który występując na początkach wersów, pełni funkcję instrumentacyjną, jest także składnikiem anafory (np. Panna III, w. 37-40).

## Recepcja
Cykl został wydany dopiero w 1586 roku, ale prawdopodobnie przez długi okres krążył pomiędzy czytelnikami w odpisach. Niektóre pieśni Panien były wydawane osobno w XVII-wiecznych śpiewnikach. Na literaturę polską największy wpływ miała pieśń ostatnia, która aż do XVIII wieku stanowiła kanon określający sposób opisywania wsi. Do niej nawiązywali w swojej twórczości Andrzej Zbylitowski, Daniel Naborowski, Samuel Twardowski, Wespazjan Kochowski, Ignacy Krasicki, Kajetan Koźmian. W 1818 roku Teodor Narbutt opublikował w "Tygodniku Wileńskim" parodię ostatniej pieśni.
W zbiorach Biblioteki Narodowej znajduje się odręczny odpis utworu, pochodzący z lat 70.–80. XVI wieku i różniący się od wydania drukowanego. Od 2024 rękopis prezentowany jest na wystawie stałej w Pałacu Rzeczypospolitej.